# Tom Strong
Tom Strong é um personagem de história em quadrinhos americano, criado por Alan Moore e Chris Sprouse e primeiramente publicado em revistas bi-mestrais pela America's Best Comics, selo da Wildstorm, que por sua vez é uma editora da DC Comics. Foi publicado no Brasil pela Devir Livraria, Pixel Media e Panini Comics. As histórias trazem inúmeras referências aos quadrinhos da Era de Ouro e aos personagens da literatura pulp, tais como Doc Savage Doc Strange e Tom Swift.
Spin-offs incluem Tom Strong's Terrific Tales, Terra Obscura, e o one-shot The Many Worlds. A minissérie Tom Strong and the Planet of Peril foi publicada em 2013 pela Vertigo.
Em 2018, Tom Strong apareceu em The Terrifics, série da DC Comics sobre um grupo de mesmo nome formado pelo Senhor Incrível, Metamorfo, Etérea e Homem-Borracha.

## Tramas e personagens
Tom Strong é o personagem-título da série e é definido como um "herói da ciência" (nome alternativo usado por Moore em substituição a "super-herói", os termos Super Hero e Super Heroes são registrados pelas editoras DC e pela Marvel Comics). Ele cresceu num ambiente de alta densidade propiciado por uma câmara hiperbárica e recebeu educação intensiva dada por cientistas excêntricos que também eram seus pais. Durante a infância, Tom morou na fictícia ilha do Caribe chamada Attabar Teru. Ele ingere uma raiz medicinal chamada Goloka usada pelos nativos Ozu para conseguir saúde e vida longa. Seu corpo e mente são considerados perfeitos. Apesar de ter nascido em 1899, nos anos 2000 ele aparenta ter uma idade por volta dos 40 anos.
Tom Strong tem uma esposa, a nativa Dhalua. E uma filha, Tesla. Ambas possuem as mesmas habilidades físicas e mentais de Tom, além da longevidade. Ele mora num edifício chamado Stronghold em Millennium City, uma cidade norte-americana. Seus auxiliares são Pneuman, um robo a vapor construído pelo seu pai, e Rei Salomão, um gorila com características humanas. Seu maior inimigo é o vilão cientista Paul Saveen (seu meio-irmão).
A história explora grande variedade de linhas temporais e diferentes universos, mostrados através de diferentes gêneros de história em quadrinhos. Tom Strong frequentemente vive aventuras ao lado de uma versão mais jovem de si mesmo. Nas aventuras aparece um universo pararelo com habitantes de desenhos animados e um coelho falante é outra versão de Tom. Outros universos são um de "faroeste" e o do "Tom adolescente", no qual os personagem são similares aos quadrinhos da turma do Archie Andrews.
Séries derivadas e complementares da revista são Tom Strong's Terrific Tales e Terra Obscura, além da história única The Many Worlds of Tesla Strong.

## História da publicação

### Aparições adicionais
- America's Best Comics: 64 páginas tamanho gigante com uma história de Tom Strong escrita por Steve Moore e arte de Humberto Ramos e John Totleben.
- Uma revista Wizard com a história ABC Preview (com arte de Chris Sprouse) com a verdadeira primeira aparição de Tom Strong e Rei Salomão.
- Tom Strong também fez uma aparição em The Many Worlds of Tesla Strong, uma história de 64 páginas escrita por Peter Hogan com vários desenhistas.

(As histórias acima foram compiladas em America's Best Comics, volume trade-paperback.)
- Promethea também teve uma aparição de Tom Strong, que traz a história recontada sob a perspectiva de Strong na revista #36 (veja acima).
- Tomorrow Stories Special #2 inclusive a história da "America's Best", "The Lethal Luck of the Magister Ludi". Ambientada na Era de Prata do universo ABC com Tom Strong, Cobweb, a versão de William Woolcott em Promethea, Splash Brannigan, Johnny Future (o sucessor de Jonni Future), e a heróina, ás aérea Fancy O'Keefe (que havia aparecido numa história do Jovem Tom Strong, Tom Strong's Terrific Tales #11). A história foi um pastiche, impressa em papel envelhecido para parecer deliberadamente com a arte da década de 1960, especificamente da Liga da Justiça da Era de Prata.
- O nome de Tom Strong é mencionado em Top 10: The Forty-Niners em filmes antigos da Segunda Guerra Mundial, como um dos 'Heróis Cientistas Americanos' que se juntaram para lutar contra os nazistas.
- Tom Strong aparece também na nova revista da editora americana DC Comics The Terrifics

## Minisséries
Em 2009 foi lançada a minissérie "Tom Strong and the Robots of Doom", de Peter Hogan e Chris Sprouse, e anunciada "Tom Strong and the Planet of Peril", dos mesmos autores

## Tom Strong's Terrific Tales
Tom Strong's Terrific Tales foi um desdobramento como antologia do título principal. Usualmente trazia três séries regulares em cada revista:
- Uma história com o foco em Tom Strong ou um dos seus coadjuvantes, com um tom experimental ou mesmo humorístico;
- Os contos do Jovem Tom Strong (ambientados durante os anos de formação de Tom em Attabar Teru, ilustradas por Alan Weiss);
- Uma série de Jonni Future (de Steve Moore e Art Adams). A série apareceu em doze edições, publicadas esporadicamente quando havia espaço.

Histórias notáveis são:
- Uma aventura sem diálogos com Tesla saindo da cidade para uma festa (arte de Jaime Hernandez; apareceu na primeira revista)
- Rei Salomão numa aventura solo (de Leah Moore e Sergio Aragonés; apareceu na revista 5)
- Uma história em prosa de Millennium City, com ilustrações de Mike Kaluta (apareceu na revista 9)
- Outra história sem falas, com arte de Peter Kuper (apareceu na revista 10); e
- Uma colaboração entre Alan Moore e Peter Bagge, que reambienta a família Strong nas histórias de Bagge em Buddy Bradley. Apareceu na última revista, de número 12, com aparições especiais de Dick Tracy, Fred Flintstone e the Kool-Aid Man.

## Coletâneas

### Estados Unidos
As séries de Tom Strong foram compiladas em volumes no formato trade paperback:
- Tom Strong: Book One, 1-7 (hardcover: ISBN 1-56389-654-0, paperback: ISBN 1-84023-228-5)
- Tom Strong: Book Two, edições 8-14 (hardcover: ISBN 1-84023-456-3, paperback: ISBN 1-56389-880-2)
- Tom Strong: Book Three, edições 15-19 (hardcover: ISBN 1-4012-0282-9, paperback: ISBN 1-4012-0285-3)
- Tom Strong: Book Four, edições 20-25 (hardcover: ISBN 1-4012-0571-2, paperback: ISBN 1-4012-0572-0)
- Tom Strong: Book Five, edições 26-30 (hardcover: ISBN 1-4012-0624-7, paperback: ISBN 1-4012-0625-5)
- Tom Strong: Book Six, edições 31-36 (hardcover: ISBN 1-4012-1108-9)
- Tom Strong's Terrific Tales: Book One, edições 1-6 (capa dura: ISBN 1-4012-0030-3, paperback: ISBN 1-4012-0029-X)
- Tom Strong's Terrific Tales: Book Two, edições 7-12 (capa dura: ISBN 1-4012-0615-8)

- TOM STRONG: DELUXE EDITION BOOK 1, edições 1-12 (336 páginas Oversized Hardcover: ISBN 1-4012-2536-5)
- TOM STRONG: DELUXE EDITION BOOK 2, edições 13-24 (336 páginas Oversized Hardcover: ISBN 1-4012-2680-9)

A curta história Skull & Bones, a história de 64 páginas The Many Worlds of Tesla Strong e a história única ABC Preview foram compiladas em America's Best Comics (capa macia: ISBN 1-84023-813-5)
Minisséries
- Tom Strong and the Robots of Doom, edições 1–6 (Paperback: ISBN 1-4012-3174-8)
- Tom Strong and the Planet of Peril , edições 1–6 (Paperback: ISBN 1-4012-4645-1)

### Brasil
- Tom Strong, edições 1-3 (Pandora Books, 2003)
- Tom Strong - Um Século de Aventuras,edições 1-7  (Devir, 2005 ISBN 978-8575321935)
- Tom Strong - No Final dos Tempos, edições 8-14  (Devir, 2006 ISBN 978-8575322437)
- Tom Strong - A Invasão das Formigas Gigantes, edições 15-19 (Pixel Media, 2008 ISBN 978-8560347575)

- Tom Strong (Panini Comics)
  - Volume 1 (julho de 2016), edições 1-7 (ISBN 978-8467906448)
  - Volume 2 (agosto de 2016), edições 8-14
  - Volume 3 (outubro de 2016), edições 15-19
  - Volume 4 (dezembro de 2016), edições 20-25
  - Volume 5 (maio de 2017), , edições 26-30
  - Volume 6 (julho de 2017)   (ISBN 9788542607123)
  - Tom Strong e O Planeta do Perigo (fevereiro de 2018), Tom Strong And The Planet of Peril, edições 1-6 (ISBN 9788542610161)